# Jocurile Olimpice de vară din 1940
A XII-a ediție a Jocurilor Olimpice, programată să se desfășoare între 21 septembrie și 6 octombrie 1940 în Tokyo, Japonia, a fost anulată din cauza celui de-al doilea Război Mondial. În legătura cu izbucnirea celui de-al Doilea Război Chino-Japonez, Japonia a renunțat să organizeze Olimpiada, iar Comitetul Olimpic Internațional a reprogramat ca Jocurilor Olimpice să se desfășoare la  Helsinki, Finlanda între 20 iulie și 4 august 1940. În aprilie 1940, atunci când Finlanda a fost atacată de către Uniunea Sovietică, ea a anunțat că renunță să organizeze Olimpiada și astfel ediția din 1940 a Jocurilor Olimpice  a fost anulată definitiv.
În cadrul Jocurilor Olimpice ce ar fi trebuit să aibă loc la Tokyo, era preconizată în premieră competiția la proba de planorism. Un program detaliat a fost publicat în 1938, în patru limbi (japoneză, engleză, franceză și germană)